# Rochus von Montpellier

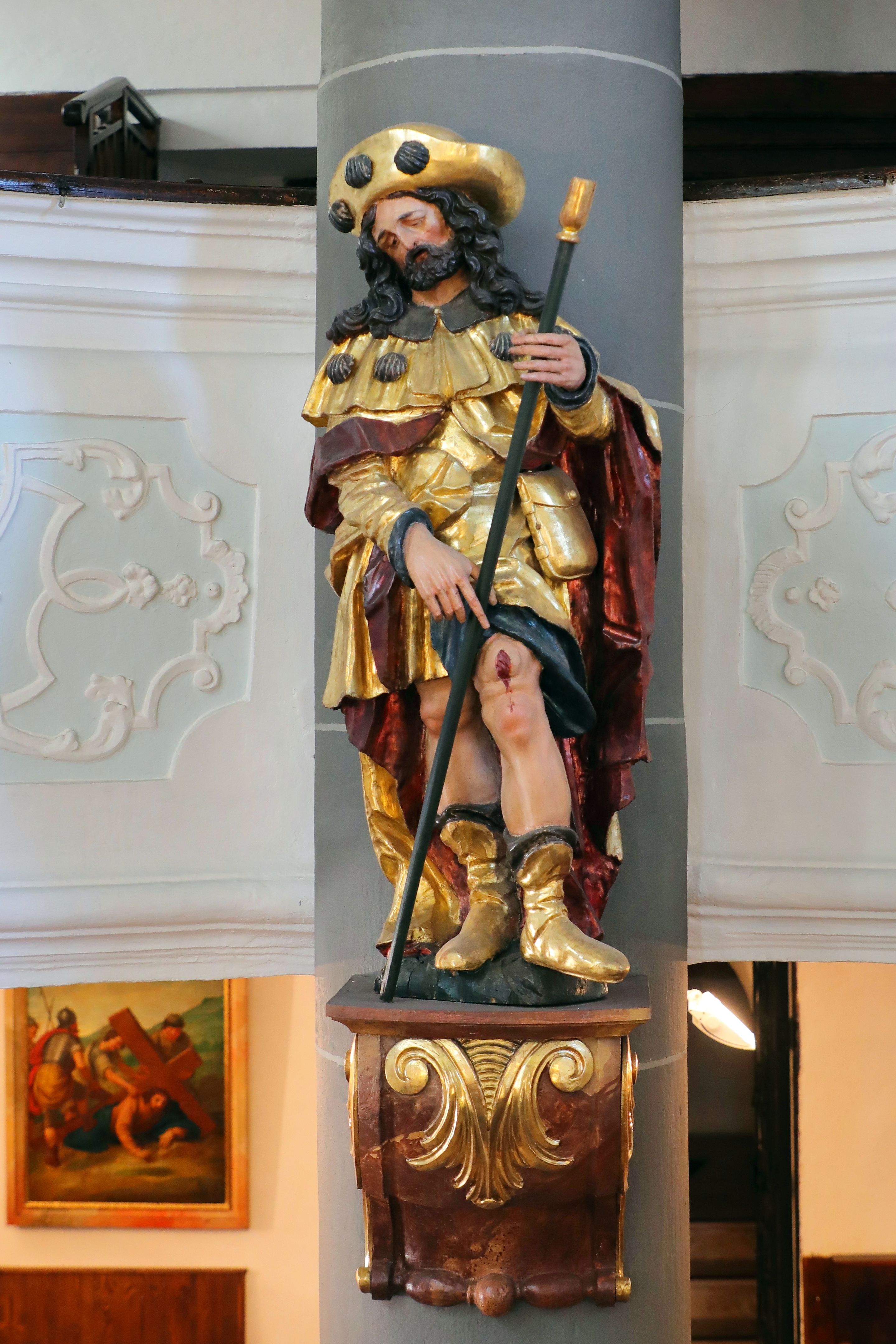
Hl. Rochus in einer Darstellung aus dem 17. Jahrhundert mit Pilgergewand und Pestwunde

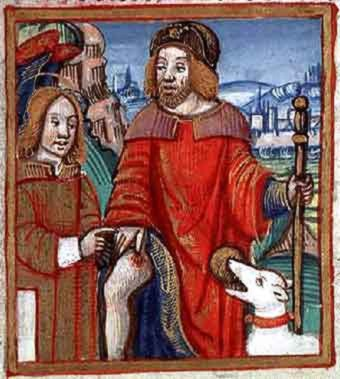
Der hl. Rochus entblößt sein Pestgeschwür

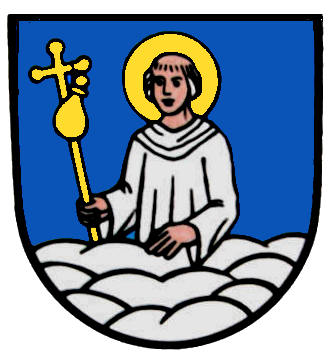
Rochus auf dem Wappen von Göschweiler

Rochus von Montpellier (französisch Saint-Roch) [sɛ̃⁠ʀɔk], (* in Montpellier; † ebenda, lebte den Überlieferungen nach zwischen 1295 und 1379) ist ein Heiliger der katholischen Kirche, der als Schutzpatron gegen die Pest angerufen wird. Sein Gedenktag ist der 16. August, der seinem überlieferten Todestag am hohen Frauentag folgende Tag.
Die in Pestzeiten entstandenen Rochusbruderschaften wurden später mit päpstlichen Privilegien ausgestattet. In manchen Regionen wird der heilige Rochus zu den Vierzehn Nothelfern gezählt. Außer gegen die Pest wird er auch als Patron der Siechenhäuser und der (erkrankten) Haustiere angerufen.

## Überlieferung

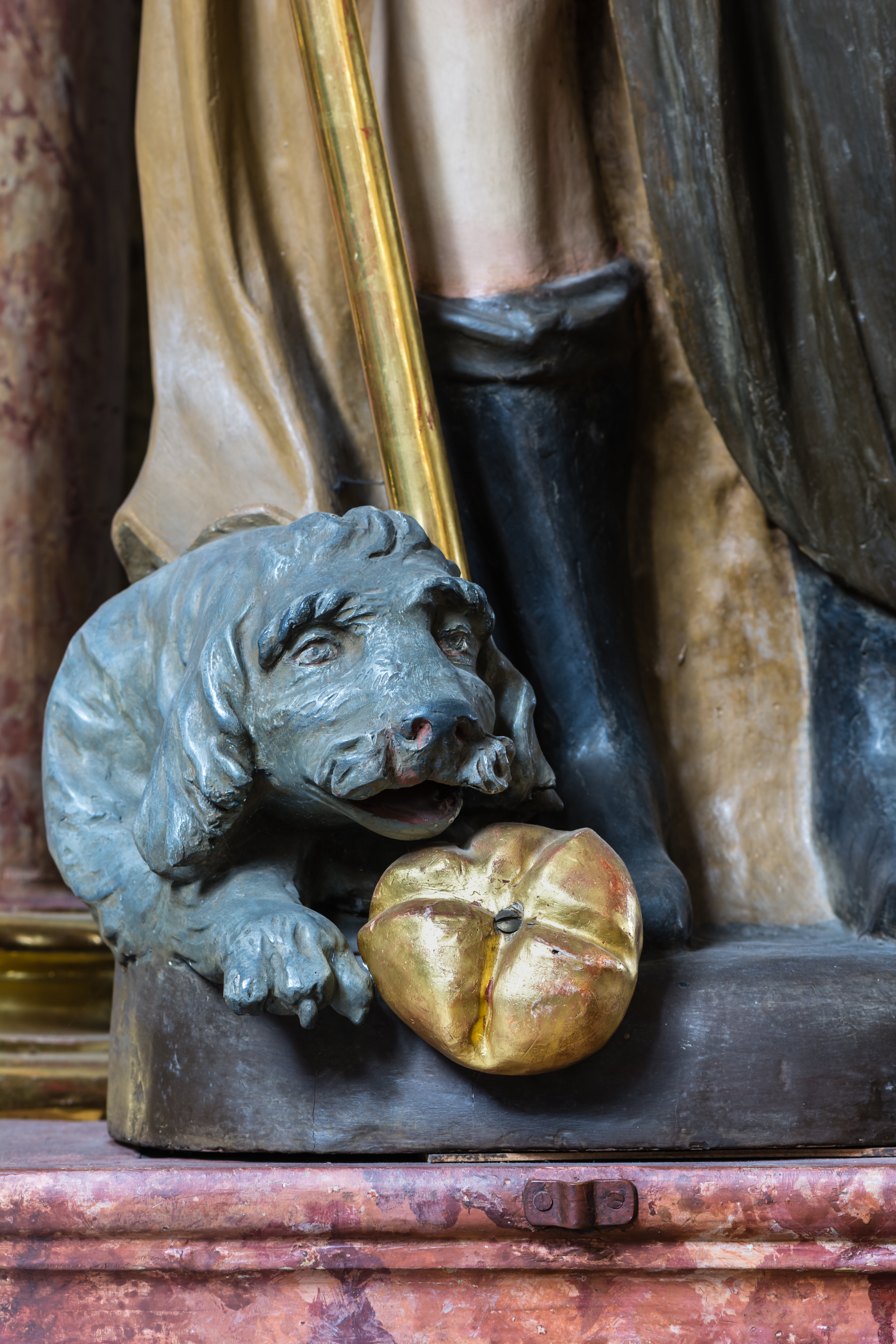
Eines der Attribute des Heiligen Rochus ist der Hund, der ihm Brot bringt; Statue in der Pfarr- und Wallfahrtskirche Maria-Anzbach

Rochus wurde als Sohn reicher Eltern in Montpellier geboren. Nachdem er als Zwanzigjähriger seine Eltern verloren hatte, verschenkte er sein Vermögen und trat in den dritten Orden des heiligen Franziskus ein.
Als Rompilger im Jahr 1317 half er unterwegs bei der Pflege von Pestkranken. Diese soll er nur mit Hilfe des Kreuzzeichens wundersam geheilt haben. In Rom angekommen, heilte er weiter, ohne dass er zu Ansehen oder Reichtum kam. Auf seiner Rückreise (1322) erkrankte er in Piacenza selbst an der Pest und wurde von niemandem gepflegt; er betete und zog sich in eine einsame Holzhütte im Wald zurück. Dort wurde er der Legende nach von einem Engel gepflegt, und der Hund eines Junkers brachte ihm so lange Brot, bis er wieder genesen war und in die Stadt zurückgehen konnte, wo er weiterhin heilte, bis er dort die Pest besiegt hatte.
Als er wieder in seine Heimatstadt kam, erkannte ihn niemand aufgrund seiner Narben und Verunstaltungen durch die Pesterkrankung. So wurde er unter dem Verdacht der Spionage ins Gefängnis geworfen. Rochus dankte Gott für diese Prüfung und brachte geduldig fünf Jahre im Gefängnis zu, bis er starb. Nach seinem Tod identifizierte man ihn anhand eines kreuzförmigen Mals, das er seit seiner Geburt auf der Brust hatte.
Vieles im Leben des heiligen Rochus gilt als legendarisch. Die Lebensgeschichte wurde im Jahr 1478 in Venedig niedergeschrieben.

## Reliquien
Reliquien des heiligen Rochus befinden sich seit 1485, als sie von Voghera dorthin überführt wurden, in der ihm geweihten Kirche San Rocco, die zur Scuola Grande di San Rocco in Venedig gehört und die ebenfalls seinem Patronat untersteht. Am 13. März 1485 setzte der Patriarch von Venedig den Rat der Zehn über die Echtheit der Reliquien in Kenntnis. Einige Reliquien des Heiligen wurden schon im Jahr 1372 in den Konvent der Trinitarier nach Arles überführt.

## Verehrung

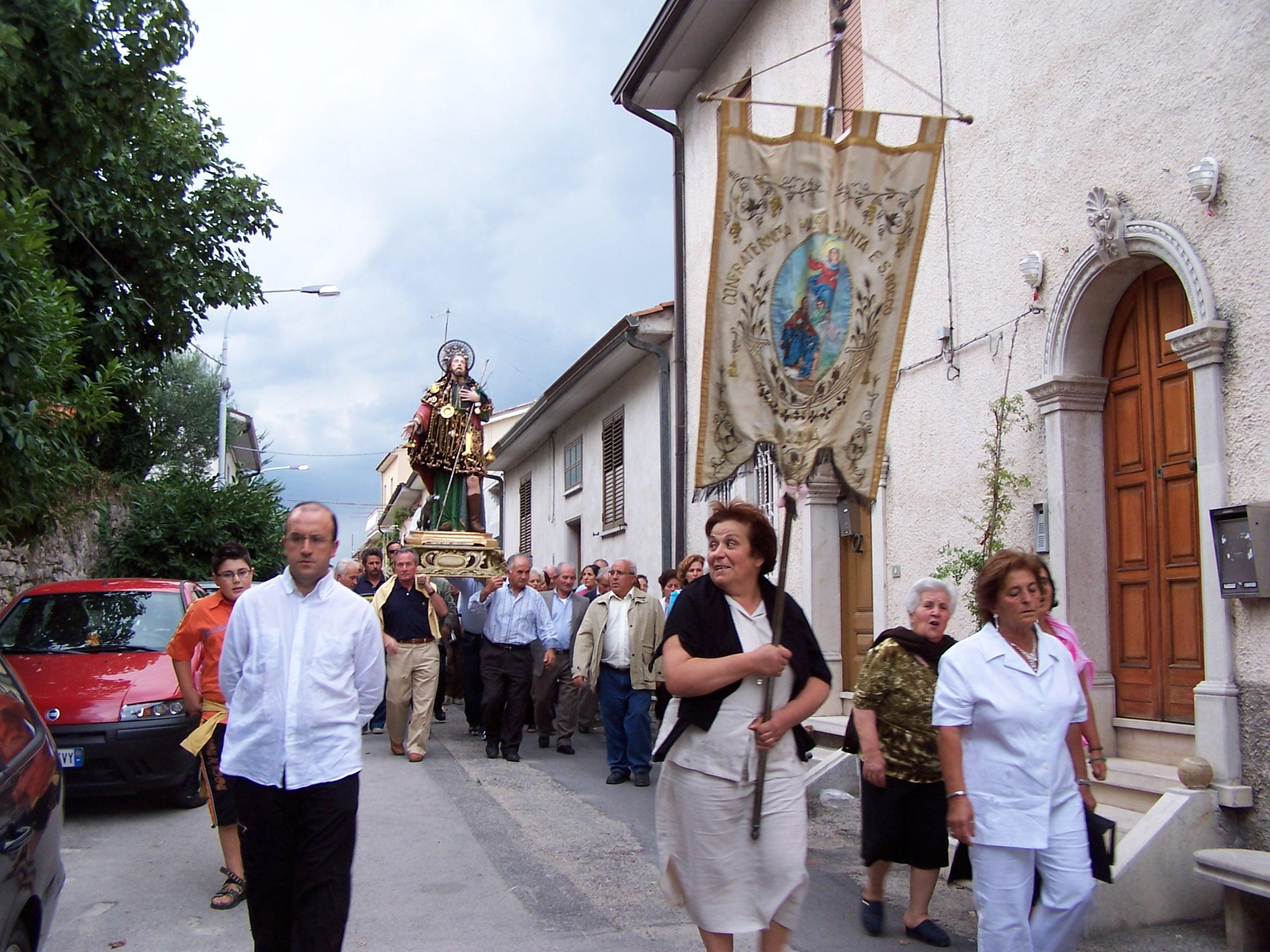
Rochus-Prozession in Villamaina, Italien, 2005

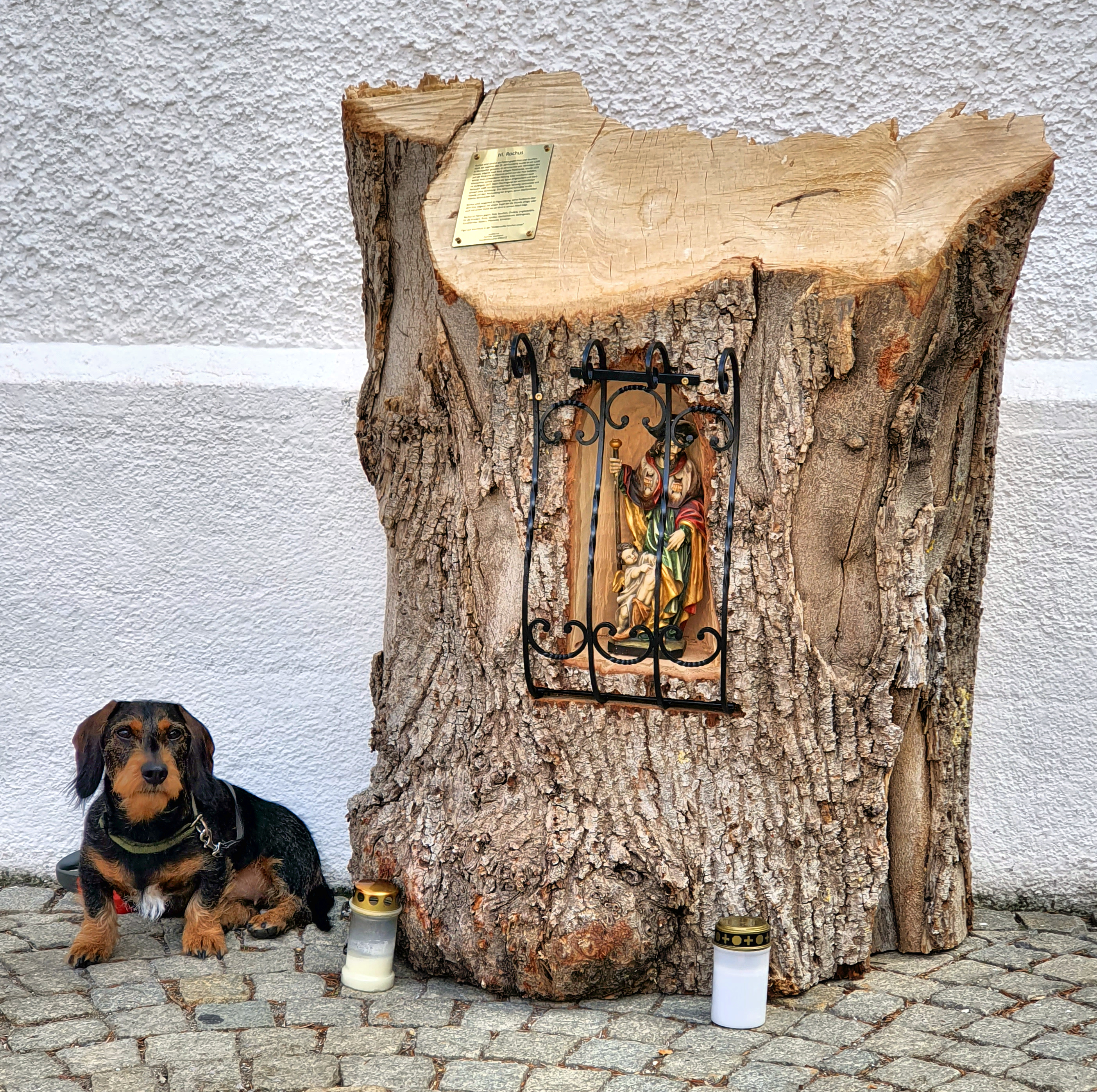
St.-Rochus-Gedenken im oberbayerischen Gröbenzell während der Corona-Pandemie 2020

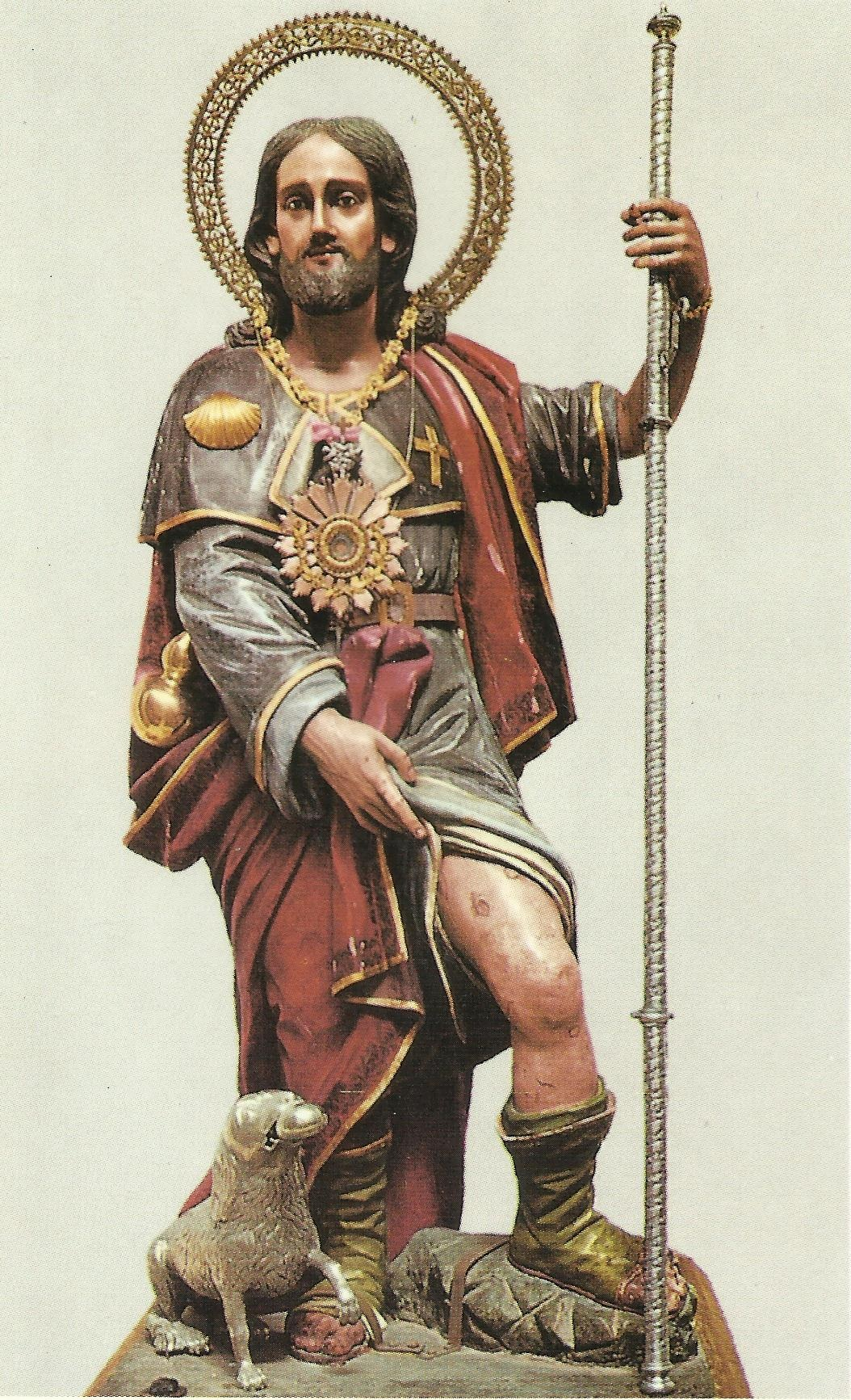
Statue des Heiligen in der kalabrischen Stadt Palmi

Rochus war über Jahrhunderte in Europa einer der beliebtesten Volksheiligen. Als Schutzheiliger der Pestkranken genoss er in den Zeiten der großen mittelalterlichen Pestepidemien große Verehrung im Volk. Nach der Translation seiner Reliquien nach Venedig und der Erbauung der Kirche San Rocco führten entlang der Handelswege nach Venedig Wallfahrten zum Grab des Heiligen. Auch an anderen Orten Europas, zunächst in Südfrankreich und dann auch in den Niederlanden, Deutschland, Norditalien, Polen und Böhmen, entstanden ihm geweihte Kapellen und Kirchen, zu denen Wallfahrten unternommen wurden.
Der Rochusfriedhof ist ein kirchlicher Friedhof im Nürnberger Stadtteil Gostenhof mit historischen und künstlerisch wertvollen Bronzeepitaphien sowie kulturgeschichtlich bedeutsamen liegenden Grabsteinen und Grablegen der Nürnberger Bevölkerung aus mehr als fünf Jahrhunderten.

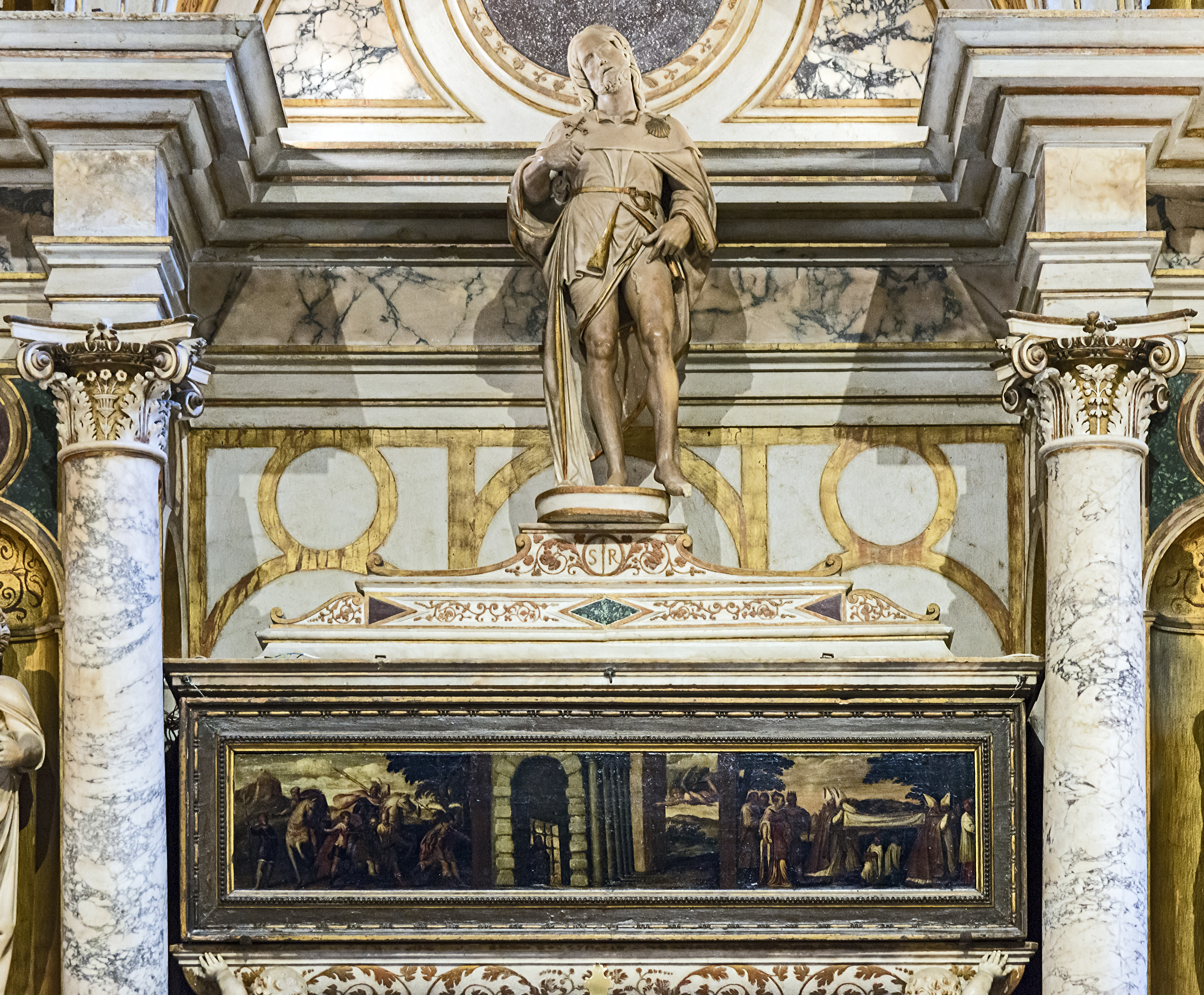
Tumba in San Rocco, Venedig

Rochusbruderschaften wie die Scuola Grande di San Rocco oder die Rochusbruderschaft in Bingen trugen zur Verbreitung des Rochuskults bei. Dem heiligen Rochus geweihte Kirchen gibt es in Deutschland u. a. in Bingen, in Balkhausen, in Bonn-Duisdorf, in Düsseldorf, wo die Verehrung des heiligen Rochus zu Beginn in einer Kapelle und inzwischen in der St.Rochus-Kirche eine Jahrhunderte alte Tradition ist, in Overath-Heiligenhaus im Erzbistum Köln, in Stolberg-Zweifall und in Kämmerzell im Bistum Fulda.
Von der Tradition der Wallfahrten und Prozessionen zu Ehren des Heiligen und zum Gedenken an die Rettung von der Pest hat sich nur wenig erhalten. Nach wie vor finden aber in Deutschland Rochuswallfahrten im August am Gedenktag des Heiligen statt, wie in Lohr am Main zum Valentinusberg, in Großauheim (einem Stadtteil von Hanau) und seit über 300 Jahren zur Erneuerung des Rochusgelübdes in der Rochuskapelle in Olpe im Sauerland. Im Jahr 2011 fand die 345. Rochuswallfahrt in Bingen am Rhein zum Rochusberg statt. Als älteste noch lebendige Rochustradition in Deutschland kann die Prozession zu Ehren des Heiligen in Buchen (Odenwald) gelten, die auf ein Gelübde aus dem Jahr 1635 zurückgeht. Das Buchener Gelübde wurde mehrmals erneuert (so etwa anlässlich einer Typhusepidemie 1942/43 oder während der Corona-Pandemie 2020) und wird Mitte Juli begangen.
Auch in Kroatien ist die Verehrung des heiligen Rochus verbreitet – z. B. befindet sich auf der Insel Murter eine Bergkirche, die dem Heiligen gewidmet ist. Dort kann man auch eine Darstellung des Kirchenpatrons sehen. Vermutlich fand die Verehrung in Dalmatien in der Zeit der venezianischen Herrschaft große Verbreitung.
In Wien war der Heilige ebenfalls sehr beliebt. Im 3. Wiener Gemeindebezirk Landstraße gibt es einen Rochusplatz, eine Rochusgasse, einen Rochusmarkt und eine Rochuskirche.
In Köln-Ossendorf gibt es sowohl Rochus-Park als auch die Rochusstraße an der örtlichen Diakonie sowie der (mittlerweile profanierten) Dreifaltigkeitskirche.
Eine außergewöhnlich hohe Bedeutung hat die Verehrung von San Roque in der bolivianischen Stadt Tarija. Jedes Jahr ziehen mehrere Tausend so genannte Chunchos Promesantes im reich verzierten Büßergewand mit fester Choreografie durch die Straßen der Stadt, von Kirche zu Kirche. Der große Abschluss bildet die Fiesta Grande de Tarija, bei der sich alle vor der dem Heiligen gewidmeten Kirche (Iglesia San Roque) singend versammeln, begleitet von traditioneller Musik und Glockengeläut. Es ist der Höhepunkt im Festkalender der Stadt, mit einer Tradition, die bis 1863 zurückreicht. Die Männer erfüllen mit diesem jährlich wiederholten Ritual ein Versprechen, von dem sie sich die Wunderheilung einer Krankheit von sich oder einem Angehörigen erhoffen.

## Ikonographie
Die ältesten Darstellungen des Heiligen gehen bis ins Jahr 1430 zurück.
Der heilige Rochus wird mit folgenden Attributen dargestellt:
- Pestmal am Oberschenkel, auf das er durch Entblößen hinweist,
- Brot bringender Hund,
- als Pilger mit Muschelhut und Pilgerstab[6],
- seltener in Gesellschaft eines Engels, der ihm ein Salbgefäß bringt.

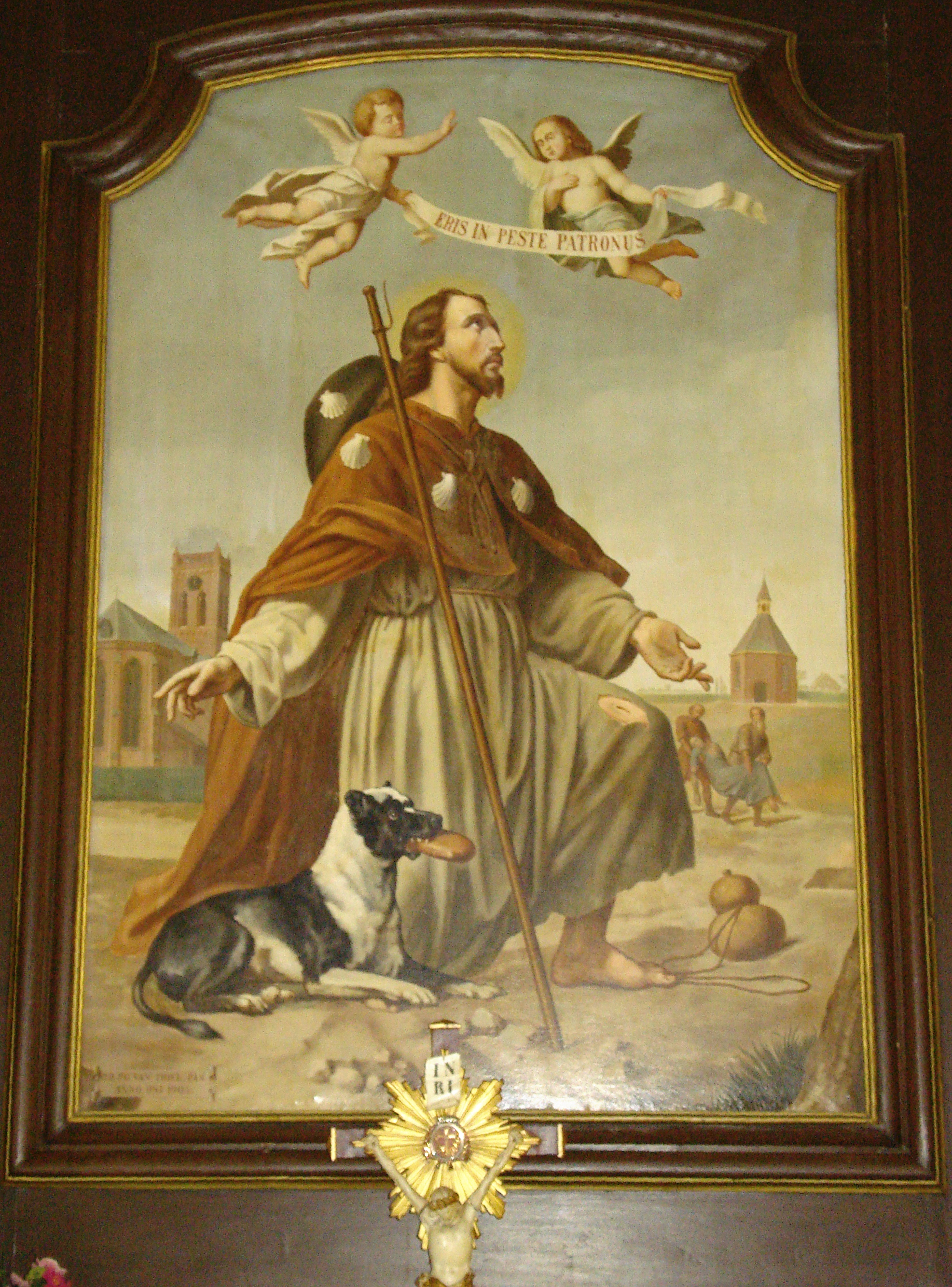
Der hl. Rochus als Schutzpatron gegen die Pest, Gemälde von M. Heymans in Oss (Niederlande), 1903
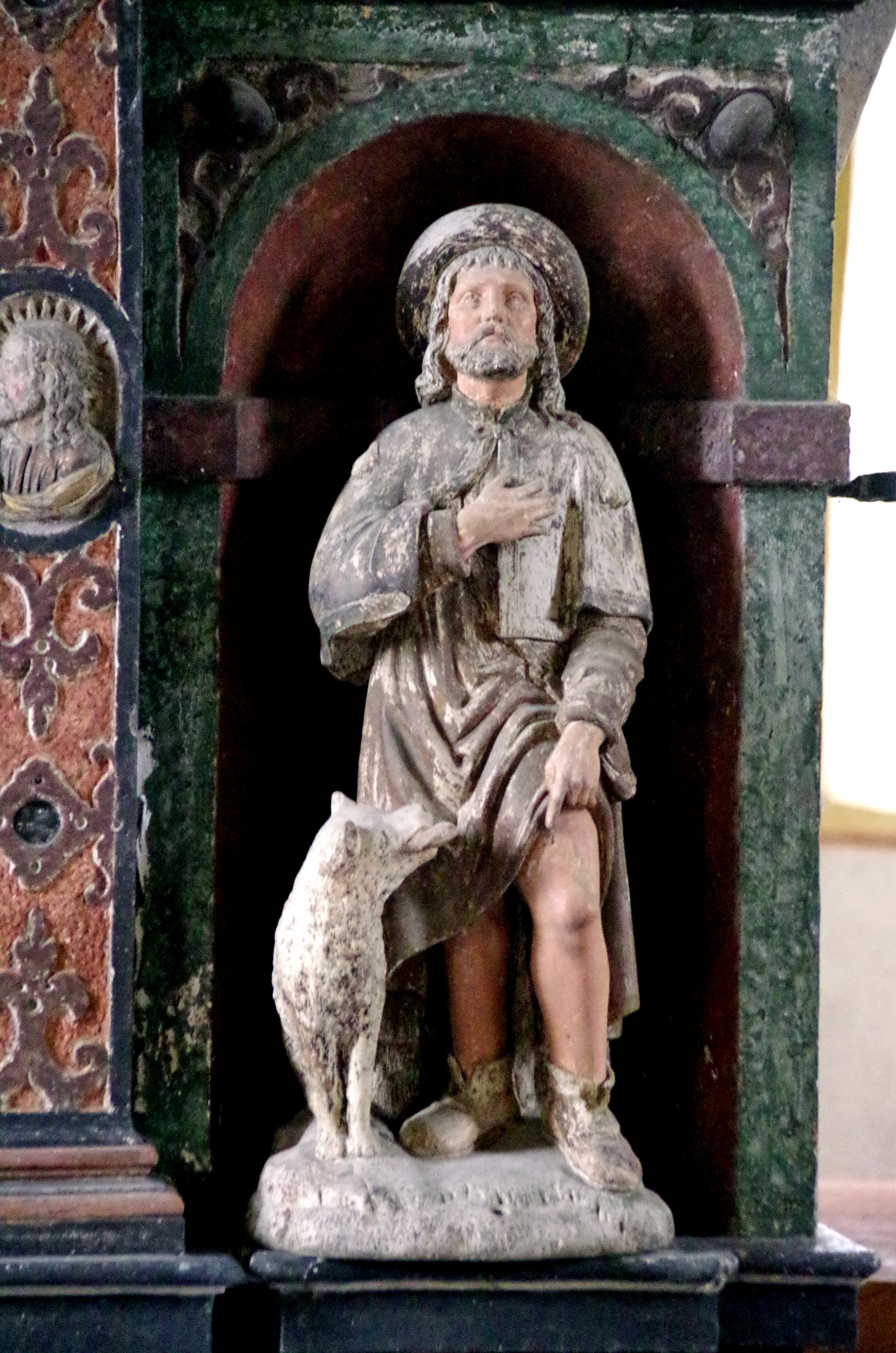
Hl. Rochus im Hochaltar von Alt St. Hubertus (Wolsfeld), 1620
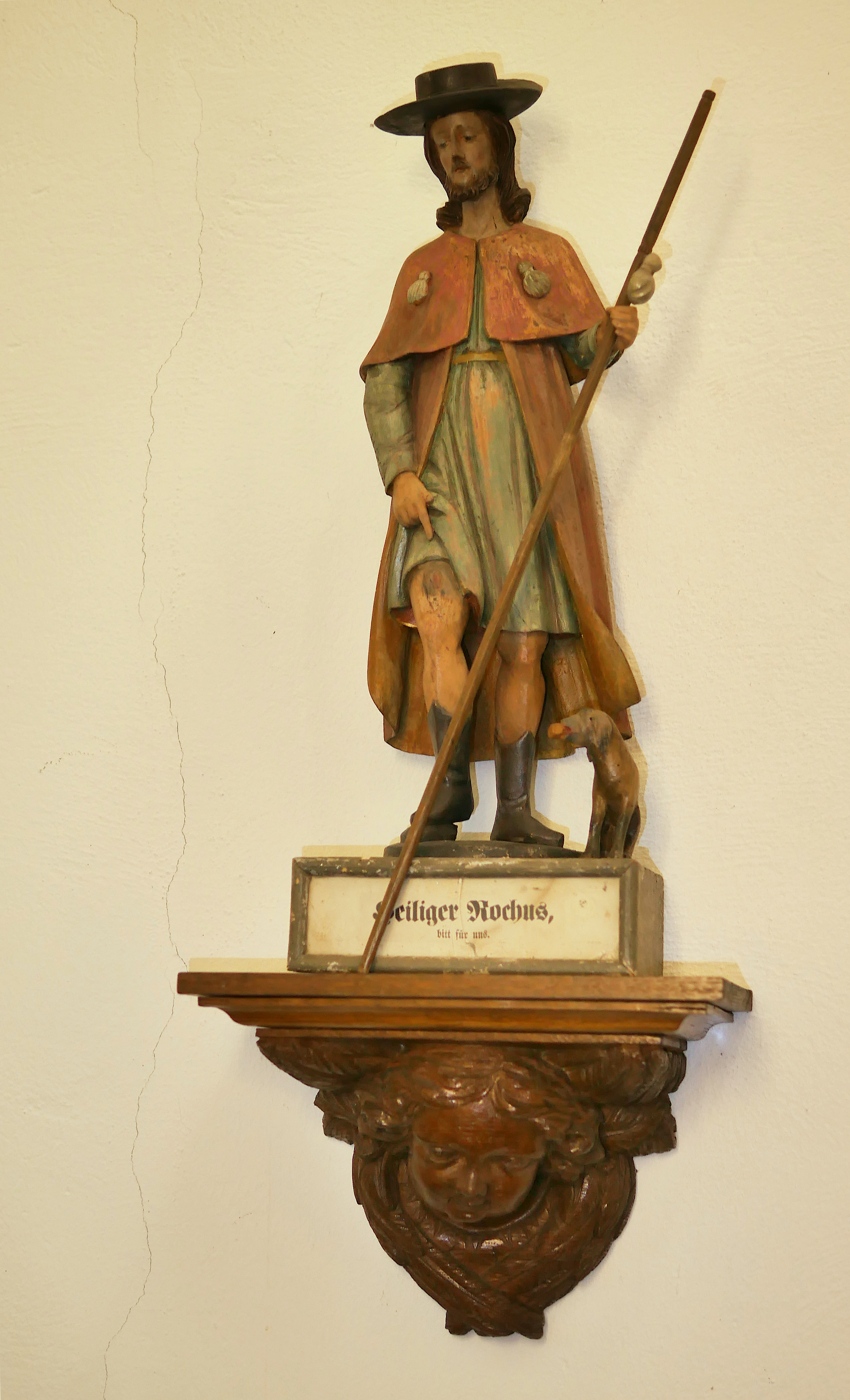
Hl. Rochus mit Hund in der Wallfahrtskirche Mariä Himmelfahrt (Girsterklause) (Luxemburg)
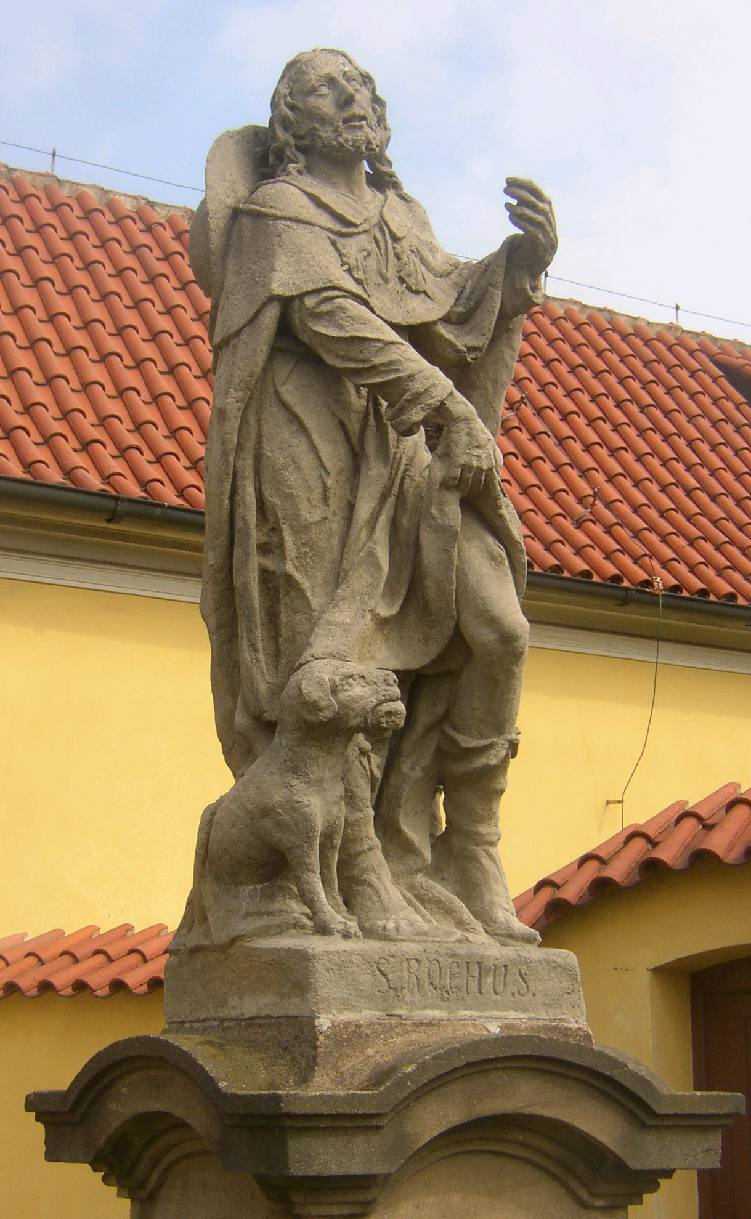
Statue von 1751 in Prag
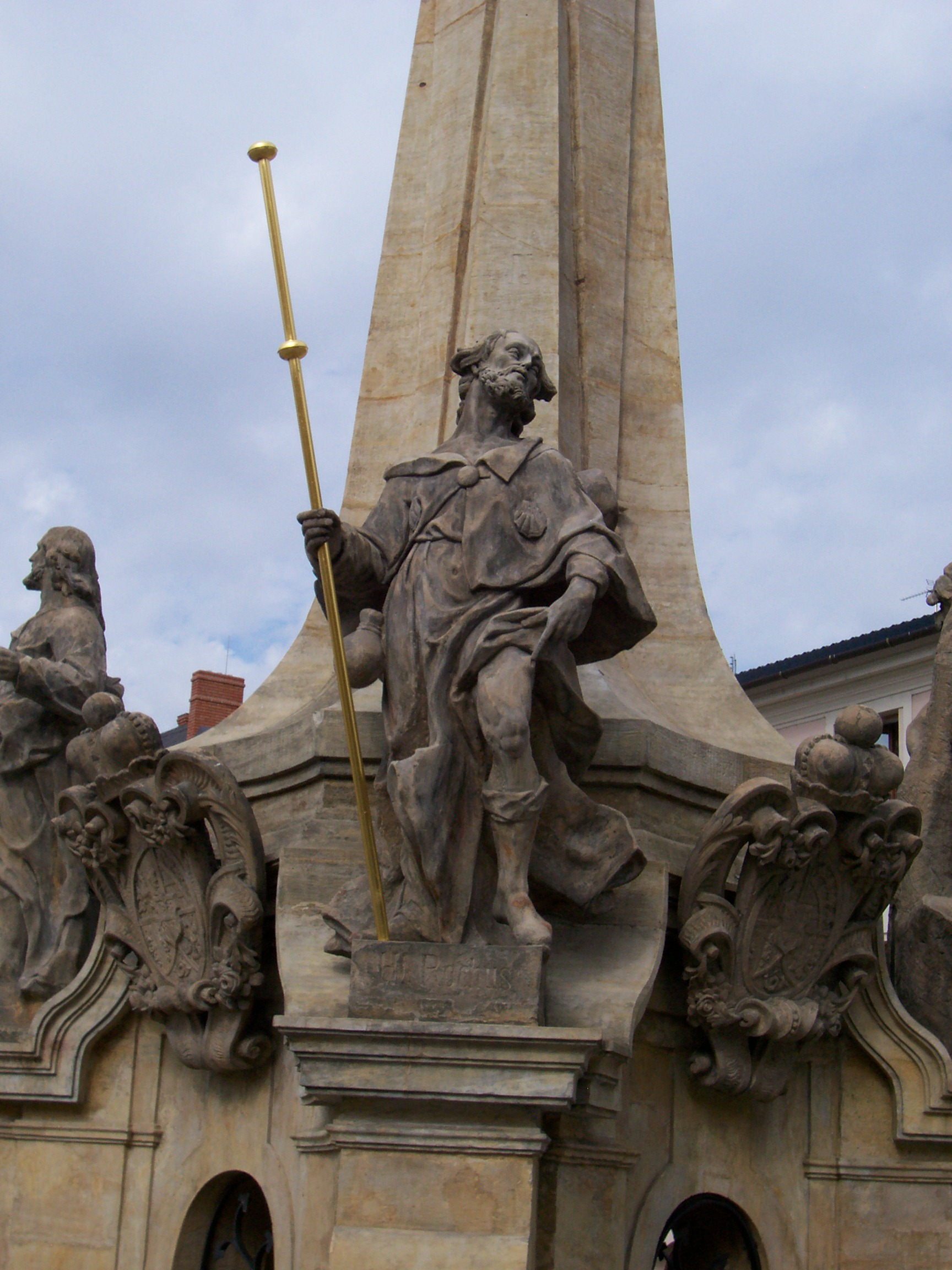
Der hl. Rochus an der Mariensäule (Pestsäule) in Šternberk, Tschechien, 18. Jh.
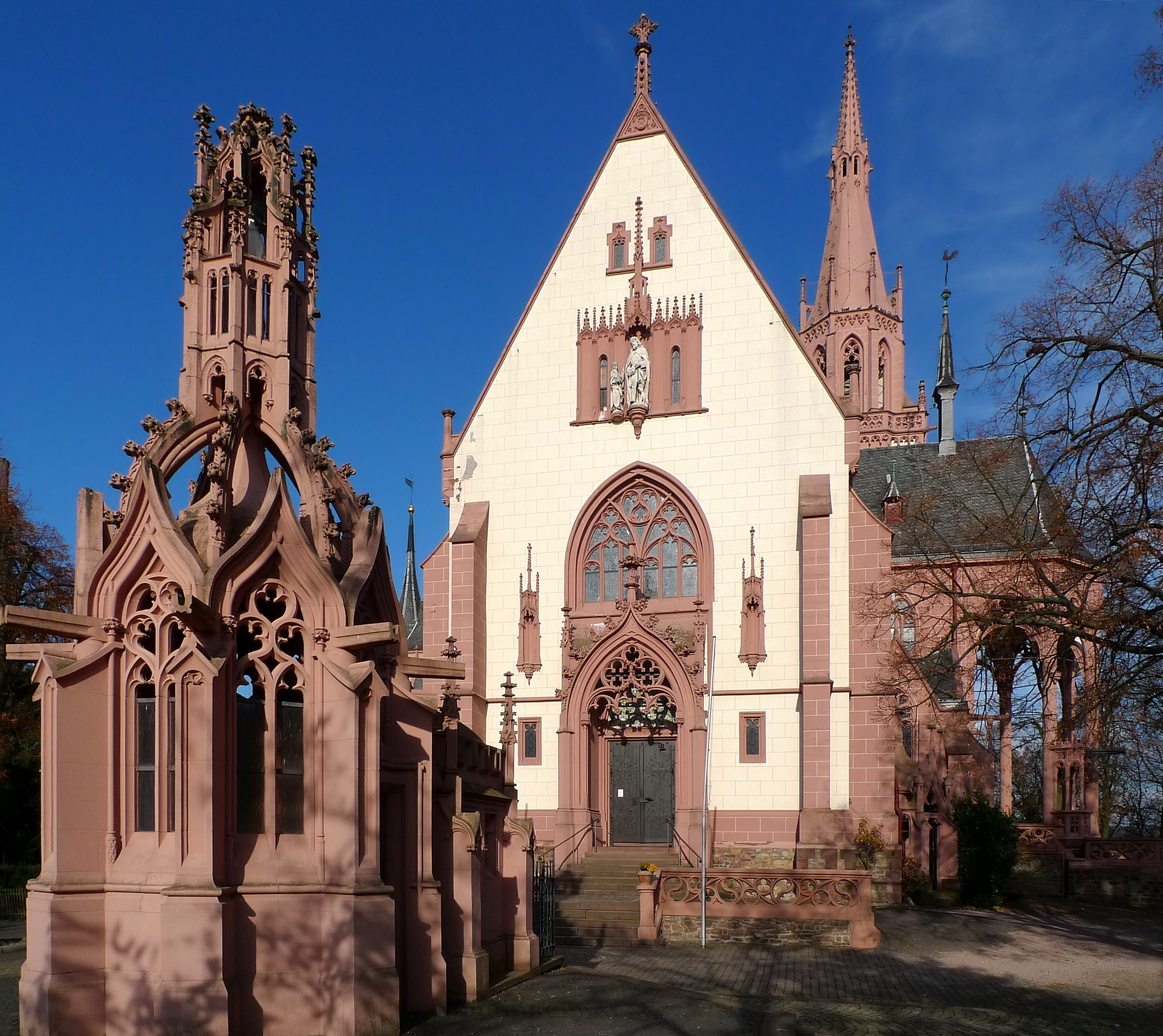
Rochuskapelle in Bingen, der Heilige mit dem Engel am Giebel, 19. Jh.
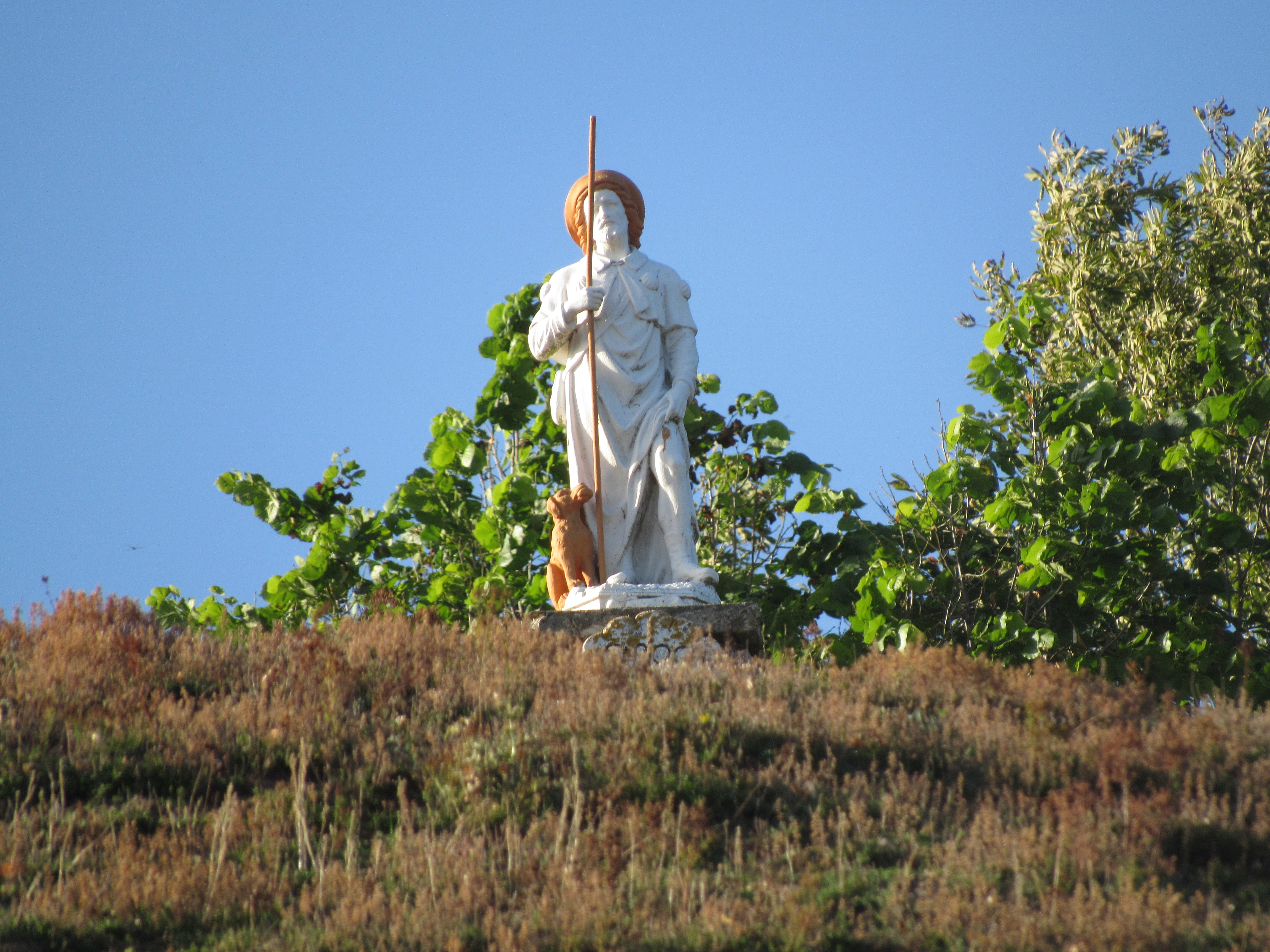
Rochus-Statue in Saint-Appolinard